# Dalianhe (köpinghuvudort i Kina, Heilongjiang Sheng, lat 46,17, long 129,40)
Dalianhe (kinesiska: 达连河, 达连河镇) är en köpinghuvudort i Kina. Den ligger i provinsen Heilongjiang, i den nordöstra delen av landet, omkring 220 kilometer öster om provinshuvudstaden Harbin. Antalet invånare är 60 351. Befolkningen består av 29 607 kvinnor och 30 744 män. Barn under 15 år utgör 13,0 %, vuxna 15-64 år 78 %, och äldre över 65 år 7,0 %.
Runt Dalianhe är det ganska tätbefolkat, med 78 invånare per kvadratkilometer. Dalianhe är det största samhället i trakten. Omgivningarna runt Dalianhe är en mosaik av jordbruksmark och naturlig växtlighet.
Genomsnittlig årsnederbörd är 836 millimeter. Den regnigaste månaden är juli, med i genomsnitt 187 mm nederbörd, och den torraste är januari, med 7 mm nederbörd.